# Go Stupid
Go Stupid è un singolo dei rapper statunitensi Polo G, Stunna 4 Vegas e NLE Choppa, pubblicato il 14 febbraio 2020 come secondo estratto dall'album in studio The Goat. Il brano è stato prodotto da Tay Keith e Mike Will Made It, presente anche come featuring. Andata virale sul social media TikTok, ha raggiunto la sessantesima posizione nella Billboard Hot 100, diventando così la seconda volta nella classifica per Polo G e Stunna 4 Vegas, e la quarta per NLE Choppa.

## Antefatti
Il singolo fu annunciato sul profilo Instagram di Polo G, tramite un post pubblicato il 7 febbraio 2020. Successivamente, il rapper pubblicò uno snippet, sempre su Instagram, il 12 febbraio, due giorni prima della pubblicazione ufficiale.

## Descrizione
Go Stupid non presenta alcun ritornello; al suo posto troviamo i tre rapper che, in ordine, «strappano» il beat di Tay Keith e Mike Will Made It.

## Accoglienza
Polo G è stato acclamato particolarmente dalla critica per la sua strofa. Alex Zidel di HotNewHipHop ha affermato che il rapper «può farsi il culo rappando», aggiungendo che ha «delle barre molto veloci». Jessica McKinney di Complex ha etichettato la canzone come «una registrazione da club chiassosa».

## Video musicale
Il video musicale è stato pubblicato su YouTube in concomitanza con l'uscita del singolo, il 14 febbraio 2020. Diretto da Michael Garcia, su un'idea di Polo G, presenta i tre rapper che ballano e fanno baldorie in un'high school.

## Tracce
Testi di Brytavious Chambers, Michael Williams, Taurus Bartlett, Khalick Caldwell e Bryson Potts, musiche di Mike Will Made It e Tay Keith.
1. Go Stupid (feat. Mike Will Made It) – 2:46

## Formazione
Musicisti
- Taurus Bartlett − voce, testo
- Khalick Caldwell − voce, testo
- Bryson Potts − voce, testo

Produzione
- Tay Keith − produzione, testo
- Mike WiLL Made-It − produzione, testo
- Colin Leonard − mastering
- Jaycen Joshua − missaggio
- Todd Hurtt − registrazione
- Jacob Richards − assistente all'ingegneria
- Mike Seaberg − assistente all'ingegneria
- DJ Riggins − assistente all'ingegneria

## Classifiche
| Classifica (2020) | Posizione massima |
| ----------------- | ----------------- |
| Canada            | 28                |
| Irlanda           | 97                |
| Stati Uniti       | 60                |